# Luxemburg (Wisconsin)
Pour les articles homonymes, voir Luxembourg (homonymie).
Luxemburg est une ville du comté de Kewaunee dans le Wisconsin.

## Démographie
Sa population était de 2 685 habitants en 2020.